# An Artist’s Dream
An Artist’s Dream ist ein US-amerikanischer Stummfilm, der am 21. März 1900 durch die Edison Manufacturing Company veröffentlicht wurde.

## Handlung
Mephisto sorgt dafür, dass ein Künstler davon träumt, dass seine Kunstwerke lebendig werden und er die lebendigen Kunstwerke liebkosen kann.
Sobald er sie küsst, verschwinden die Damen und tauchen an einem anderen Ort wieder auf, um ihn zu bedrängen. Als die Damen ihm zu lästig werden, schlägt er mit einem Schwert nach ihnen, Mephisto erscheint vor seinen Augen und der Künstler erwacht aus seinem Traum.